# Aiadava

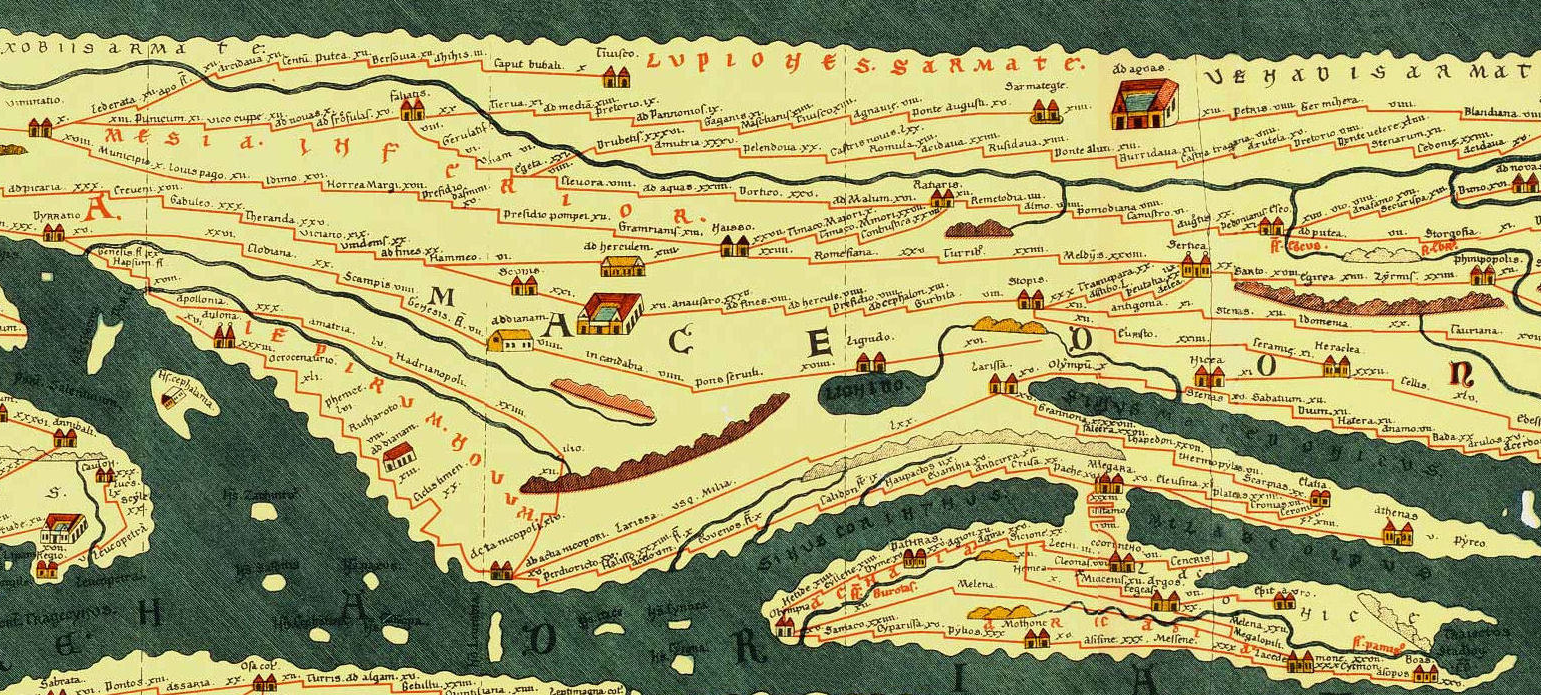
Fragment din Tabula Peutingeriana incluzând părțile vestice ale Moesiei Inferior și ale Daciei, cât și Macedonia, sec. I-IV d.C. Facsimil de Conradi Millieri, 1887/1888

Aiadava (Aiadaba sau Aeadaba, greacă Αἰάδαβα) a fost un oraș dacic în regiunea Remesiana, unde se află astăzi localitatea Bela Palanka din Serbia.

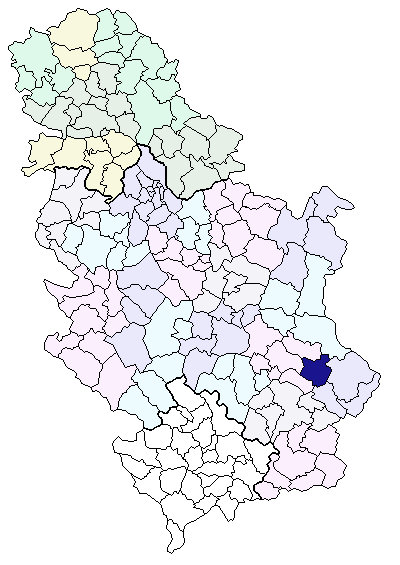
Localizarea geografică a localității Bela Palanka din Serbia

După ce romanii au cucerit Moesia în anul 75 î.Hr., noul castrum (domeniu imperial cu moșii) și municipium  fost cunoscut inițial ca Ulpianorum și apoi Remesiana (Moesi) și ducea spre Via militaris, între Naissus și Serdica.
Împăratul Iustinian a avut următoarele cetăți în districtul de Remesiana:
| Brittura Subaras Lamponiana Stronges Dalmatas Primiana Phrerraria Topera Tomes Cuas Tzertzenutzas Stens Aeadaba Destreba Pretzouries Cumudeba Deurias Lutzolo Rhepordenes Spelonca Scumbro Briparo Tulcoburgo Longiana Lupophantana Dardapara Burdomina Grinciapana Graecus Drasimarca |

Sfântul patron al României, Niceta de Remesiana, a fost un episcop în secolul al IV-lea la Remesiana, posibil de origine dacică.
Săpăturile includ castrul bine conservat datând din secolul al IV-lea, un tezaur de 260 monede bătute în timpul domniei lui Constantin I, Theodosius I, Tiberius Claudius Nero (secolul al III-lea d.Hr.).

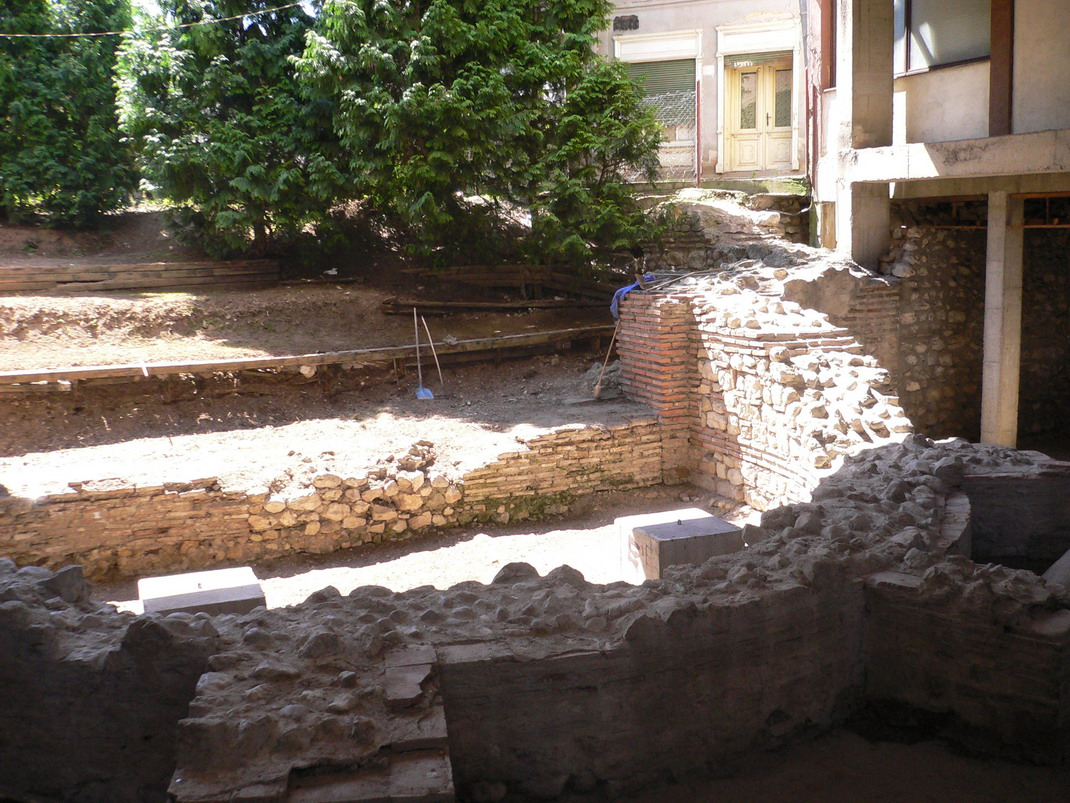
Basilica Apse în timpul excavărilor din Remesiana. Basilica a fost găsită sub clădiri rezidențiale moderne.
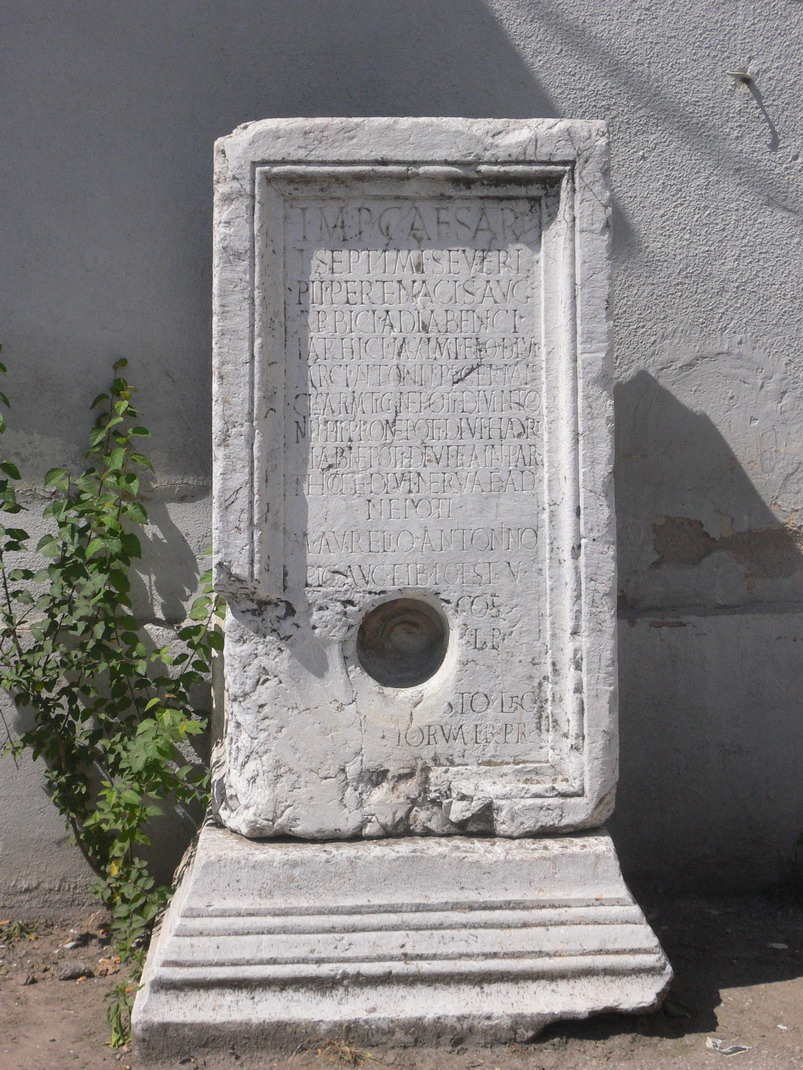
Monumentul Septimus Severus din sec. III, Bela Palanka.